# 氷河共和国
氷河共和国（ひょうがきょうわこく、República Glaciar）は2014年3月5日にNGOのグリーンピース が、チリの鉱業企業が氷河の上や近くで建物を建てたため環境に損害を与えたと抗議し、啓発のためにチリに作られたミクロネーションである。

## 解説
活動家によれば、氷河の主権に関する規制に関する法や、チリとアルゼンチンの国境に関する法律に抜け穴があったため、合法的に国を作ることができたという。南米の氷河のうち82％はチリにあるが、現在チリには氷河を保護するための法律がない。
氷河共和国の活動家は、チリが自国の氷河の保護を認め、保証する適切な法律を制定すれば、「氷河共和国とその市民は氷河をチリに返還する」とし、氷河共和国は消滅するとしている。そのため、この国は恒久的な国家をつくることではなく、チリに氷河の保護を促すことが目的である。
独立宣言から10日で、4万人以上が共和国を支持する「市民」になるための署名をし、すでに世界40カ国（基本的にグリーンピースインターナショナルがすでに事務所を置いている国だけ）に大使館が開設されている。